# Павшино (станція)
Па́вшино (рос. Павшино) — станція Ризького напрямку Московської залізниці, у складі лінії МЦД-2. Розташована у місті Красногорськ Московської області. У складі Московсько-Смоленського центру організації роботи залізничних станцій ДЦС-3 Московської дирекції управління рухом. За основним характером роботи є вантажною, за обсягом роботи віднесена до 2 класу. Відноситься до 3-ї тарифної зони. Розташована за 22 км від Москва-Ризька. Час в дорозі з Москва-Ризька — 33 хвилини, з Москва-Пасажирська-Курська — 45 хвилин.
Пряме сполучення на Курський напрямок. Пасажирське сполучення здійснюється електропоїздами. На захід безпересадкове сполучення здійснюється до станції Шаховська, на схід — до станцій Москва-Ризька та Серпухов.

## Історія
Відкрита 1906 року на Московсько-Віндаво-Рибінській залізниці (прокладеній в 1901 р.), назву отримала за розташованим поруч селом Павшино Московського повіту (з 1962 р. — у межі м. Красногорська). У 1908 р. збудований дерев'яний вокзал, демонтований в 1998 р. Від старих будов станції збереглися лише будівлі блокпосту 1950-х років і товарної контори. У 2006 році відкрита нова будівля вокзалу з підземним переходом під коліями, що з'єднав платформу, привокзальну площу і вул. Вокзальну. Неподалік від станції існував мікрорайон з бараків для залізничників, знесений у середині 2010-х років для будівництва висотного комплексу «Тетрис».

## Опис
Станція має одну пряму острівну платформу. На станції встановлено турнікети для проходу пасажирів, касово/турнікетні павільйони розташовані біля східного кінця платформи, по обидва боки залізничного насипу. Сполучені з платформою підземним переходом, розділеним ґратчастою огорожею на дві частини. По одній з них здійснюється вхід на платформу, по другій — перехід через залізничні колії.

## Колійний розвиток
Станція має 2 головні, 5 приймальні, 2 завантажувано-розвантажувальні колії, 11 під'їзних колій незагального користування (всього 20 колій).

## Пересадки
Пересадки на автобуси 32, 35, 520, 806, 824, 827, 833, 845, 852, 891, 930.